# Nicolas Catinat
Nicolas Catinat (París, 1 de septiembre de 1637 - Saint-Gratien, Valle del Oise, 22 de febrero de 1712) fue un militar francés al servicio de Luis XIV de Francia durante la Guerra de Sucesión Española. Nombrado comandante en jefe del ejército francés en el frente italiano, fue destituido tras ser derrotado en la Batalla de Carpi y fue relevado por el Duque de Villeroy.

## Expediante militar
De muy joven ingresó en las Gardes Françaises, distinguiéndose en el Sitio de Lille de 1667. Ascendido a brigadier al cabo de diez años, fue nombrado mariscal de campo en 1680 y lugarteniente general en 1688. En 1693 fue finalmente nombrado Mariscal de Francia.

### Guerra Franco-Holandesa
Sirvió en Flandes durante la Guerra Franco-Holandesa obteniendo gran reputación en las campañas de 1676-1678 y más tarde participó en la persecución del Vaudois en 1686.

### Guerra de los Nueve Años
Durante la Guerra de los Nueve Años y tras participar en el Sitio de Philippsburg, fue nombrado comandante en jefe de las tropas francesas del sureste. En 1691 atravesó el Condado de Niza y capturó las ciudades Niza y Villefranche.
Sus victorias contra el Duque de Saboya en la Batalla de Staffarda en 1690 y la Batalla de Marsaglia en 1693 fueron sus mayores triunfos militares (el Duque de Saboya acabó por abandonar la coalición aliada y firmó la paz con el Rey Luis XIV firmando el Tratado de Turín el 29 de agosto de 1696).

### Guerra de Sucesión Española
Al comienzo de la Guerra de Sucesión Española, Catinat fue nombrado comandante en jefe de las del ejército francés en el frente de Italia, pero la debilidad de sus tropas y las intromisiones de los políticos de la Corte de París lo colocaron en una delicada situación. Fue derrotado por el Príncipe Eugenio de Saboya en la Batalla de Carpi y fue destituido.
Relevado por el Duque de Villeroy se mantuvo como segundo en mando. En la Batalla de Chiari el Duque de Villeroy también fue derrotado y, finalmente, en la Batalla de Cremona, fue capturado por el Príncipe Eugenio de Saboya.

## Perfil Biográfico
Catinat murió en Saint-Gratien en 1712. Sus memorias se publicaron en 1819.
Uno de los rasgos más destacables del mariscal Catinat es su origen humilde, pues era hijo de un magistrado, en medio de un mundo militar caracterizado por la aristocracia. El historiador británico Geoffrey Treasure lo describe de la siguiente manera:

Catinat no era el soldado típico de este período. Había comenzado la vida como abogado, sin ventaja de nacimiento, y había hecho su camino por enormes méritos. Era un general prudente, minucioso y ahorraba las vidas de sus hombres, sin ambición y con algún rasgo de filósofo. Tras su fracaso en la campaña italiana de la Guerra de Sucesión Española se retiró para cultivar en su jardín
 Tresor, Geoffrey (1967). Decimoséptimo Siglo Francia

- Datos: Q315308
- Multimedia: Nicolas de Catinat de La Fauconnerie / Q315308